# San Pio V a Villa Carpegna (diaconia)
San Pio V a Villa Carpegna (in latino: Diaconia Sancti Pii V ad locum vulgo “Villa Carpegna”) è una diaconia istituita da papa Paolo VI nel 1973 con la costituzione apostolica Siquidem peculiaria.

## Titolari
- Paul-Pierre Philippe, O.P. (5 marzo 1973 - 2 febbraio 1983); titolo pro illa vice (2 febbraio 1983 - 9 aprile 1984 deceduto)
- Luigi Dadaglio (25 maggio 1985 - 22 agosto 1990 deceduto)
- José Tomás Sánchez (28 giugno 1991- 26 febbraio 2002); titolo pro illa vice (26 febbraio 2002 - 9 marzo 2012 deceduto)
- James Michael Harvey, dal 24 novembre 2012; titolo pro hac vice dal 1º luglio 2024